# Riedesel’sche Verordnungen
Die Riedesel’schen Verordnungen waren ein bis zum Jahr 1900 geltendes Partikularrecht in der Herrschaft der Freiherren von Riedesel, die im 19. Jahrhundert zum Großherzogtum Hessen gehörte.

## Geschichte
Die Riedesel’schen Verordnungen bestanden aus einer Reihe von Verordnungen der Herren von Riedesel aus dem 18. Jahrhundert. Im Laufe der Zeit wurden sie aber zunehmend obsolet, so dass zum Ende des 19. Jahrhunderts in der gerichtlichen Praxis des Großherzogtums nur noch die Verordnung vom 11. September 1769 angewandt wurde.

## Verordnungen
Die Riedesel’schen Verordnungen setzten sich mindestens aus den nachfolgend gelisteten Verordnungen zusammen:
- Verordnung vom 9. September 1757 betreffend „die muthwilligen Bankrottierer“[2]
- Verordnung vom 11. September 1769 betreffend die Errichtung von Vormundschaften[3]
- Verordnung vom 5. September 1770 betreffend Hypotheken[4]

## Geltung
Die Riedesel’schen Verordnungen galten in dem ehemals reichsunmittelbaren Gebiet der Herrschaft der Freiherren von Riedesel. Regelten die Verordnungen einen Sachverhalt nicht, galt subsidiär Gemeines Recht. Die Riedesel’schen Verordnungen behielten ihre Geltung auch während der Zugehörigkeit zum Großherzogtum Hessen im 19. Jahrhundert, bis es zum 1. Januar 1900 von dem einheitlich im ganzen Deutschen Reich geltenden Bürgerlichen Gesetzbuch abgelöst wurde, auch wenn sie in der Praxis nur noch sehr beschränkt angewendet wurden.
Geltungsbereich
Die Riedesel’schen Verordnungen galten in:
- Altenschlirf
- Bannerod
- Fleschenbach
- Freiensteinau
- Gunzenau
- Heisters
- Holzmühl
- Landenhausen
- Lauterbach
- Metzlos
- Metzlos-Gehaag
- Nieder-Moos
- Niederndorf[Anm. 1]
- Nösberts
- Radmühl[Anm. 2]
- Reichlos
- Rixfeld
- Rudlos
- Salz
- Schadges
- Schlechtenwegen
- Steinfurt
- Stockhausen
- Vaitshain
- Vietmes[Anm. 3]
- Weidmoos
- Wernges
- Wünschen-Moos
- Zahmen